# James W. Black
Sir James Whyte Black (født 14. juni 1924 i Skotland, 22. marts 2010 i London) var en skotsk farmakolog. Han modtog i 1988 Nobelprisen i medicin for sin forskning, der førte til udviklingen af Propranolol (non-selectiv beta-blokker) og Cimetidine.